# Bolis Pupul
Bolis Pupul, artiestennaam van Boris Zeebroek, is een Belgisch muzikant met Chinese roots uit Gent. Hij is de zoon van kunstenaar Kamagurka en de broer van kunstenares Sarah Yu Zeebroek.

## Carrière
Hij studeerde aan Sint-Lucas in Gent. Bolis Pupul was muzikant bij onder meer Hong Kong Dong, de synth-elektronische band die in 2007 laureaat werd van de Lawijtstrijd, en in 2008 finalist was van Humo's Rock Rally.
Rond 2015 werkte hij mee aan de soundtrack van de film Belgica, geproduceerd door muziekstudio DEEWEE. Daar leerde hij zangeres Charlotte Adigéry kennen wat leidde tot een muzikale samenwerking. Begin 2022 kwam hun debuutalbum Topical dancer uit. De plaat behandelt thema's als racisme, seksisme en bodyshaming en kaart dit aan op een intelligente, speelse en dansbare manier.
In de zomer van 2022 trad hij met Charlotte Adigéry op verschillende Europese festivals op, waaronder Rock Werchter, Lokerse Feesten, Pukkelpop en Lowlands. In het najaar volgde een tournee. Ook in 2023 volgde een tournee door Europa, de Verenigde Staten, Canada en Mexico. In de zomer traden ze onder andere op op Roskilde en Glastonbury.
Hij won (samen met Charlotte Adigéry) op 25 januari 2023 twee MIA's voor producer en artwork.
Hij bracht bij DEEWEE  ook solo muziek uit: Sun Theme/Moon Theme in  2016, Wèi/Teknow in 2017 en Neon Buddha in 2022. In maart 2024 verscheen zijn album Letter to Yu. De plaat is geïnspireerd door zijn reizen naar Hong Kong, de stad waarvan zijn in 2008 overleden moeder Yu Wei Wun afkomstig was. Zowel hun moeder als zus Sarah zijn op de plaat te horen.

## Discografie
- Sweet Sensations (2012),  Hong Kong Dong
- Sun Theme/ Moon Theme (2016)
- Kala Kala ( 2017), Hong Kong Dong
- Wèi / Teknow (2017)
- Topical Dancer (2022), met Charlotte Adigéry
- Neon Buddha (2022)
- Letter to Yu (2024)